# Jan de Huyter (1471-1541)
Jan Jansz de Huyter (1471–1541), was onder meer baljuw en dijkgraaf van Delfland, en tevens schout van de stad Delft. Bovendien was hij pachter van het hopgeld en vergaarde zo een fortuin. Hij was eigenaar van een laatgotisch woonhuis aan de Oude Delft dat hij in 1505 liet bouwen "tot sijner descendenten commoditeyt entte bewoninge".  Zijn naam wordt ook als Johan de Heuyter of de Heuter gespeld.

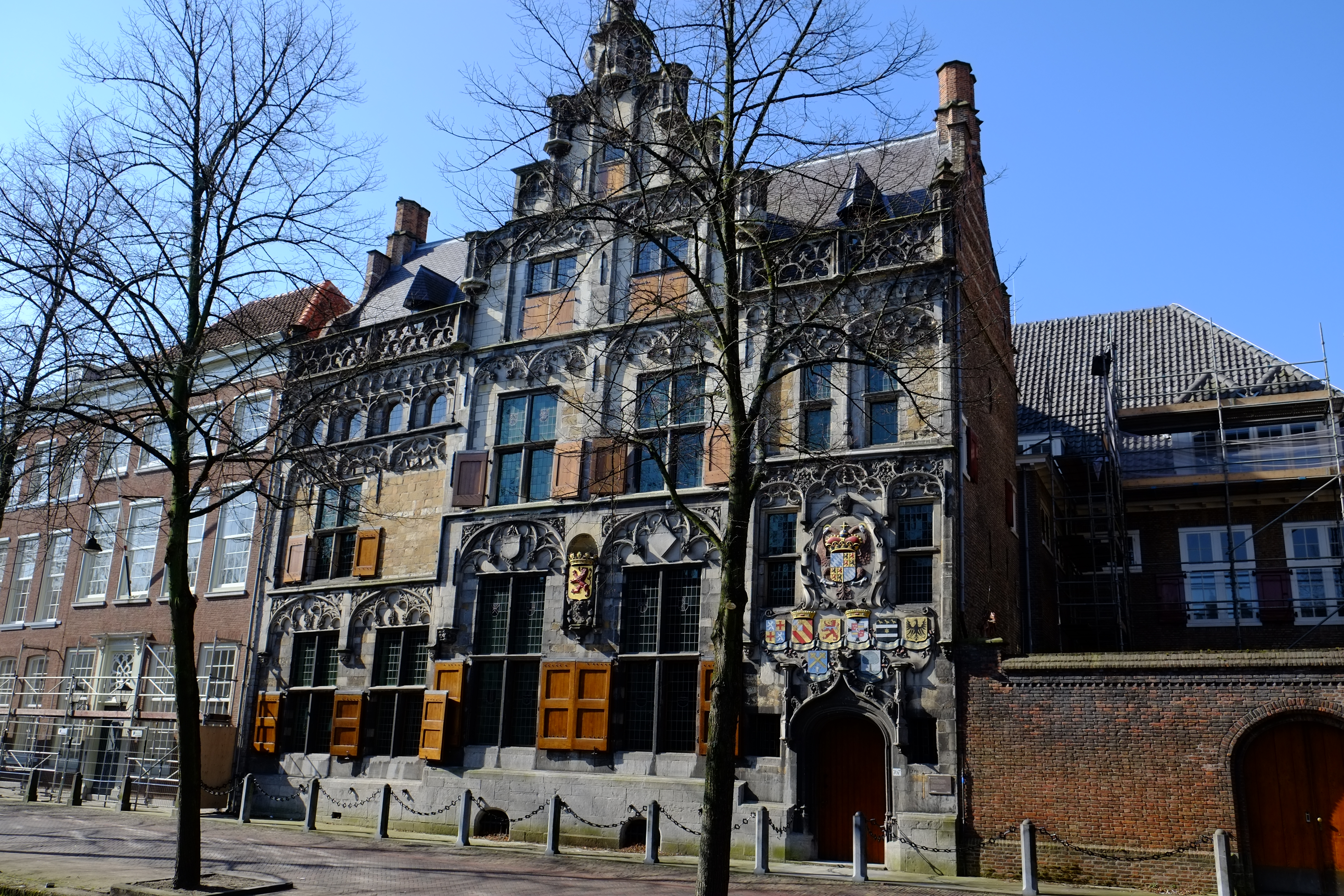
Gemeenlandshuis (Delfland), het woonhuis van Jan de Huyter

Jan de Huyter was een man die niet bekendstond om zijn bescheidenheid. Hij liet ordetekenen van het Gulden Vlies, een orde waarvan hij naar alle waarschijnlijkheid nooit deel uitmaakte, opnemen in de versierde gevel van zijn woning. De Huyter had een tumultueuze loopbaan als dijkgraaf en schout, waarin hij geconfronteerd werd met verschillende geschillen. In 1510 raakte hij in conflict omdat hij probeerde om de functies van hoogheemraad en dijkgraaf binnen Delfland te combineren, wat in strijd was met de regels. In 1518 bevestigde keizer Karel V deze regels nog eens een keer. Om uiteindelijk zijn critici de mond te snoeren, koos hij ervoor om het dijkgraafschap te verpachten. Jan de Huyter raakte eveneens verwikkeld in een langdurige machtsstrijd met de stadsbestuurders van Delft over de bevoegdheden van het baljuwschap en de benoeming van ambachtsbewaarders op het platteland. Deze strijd eindigde uiteindelijk in het voordeel van de stad. Tijdens de kwesties rondom de benoeming van een nieuwe dijkgraaf in 1522, beschuldigden tegenstanders De Huyter van kuiperijen en noemden hem "de meester van alle spel ende quaat". Jan de Huyter was door Karel V als schout benoemd, een vertegenwoordiger van het landsbestuur, en dit gaf hem een aanzienlijke invloed in het stadsbestuur. Dit zorgde voor een conflict tussen hem en de stadsbestuurders, dat zo hoog opliep dat de burgemeesters en schepenen uiteindelijk een officiële klacht tegen hem indienden bij de keizer en probeerden hem een boete op te leggen van 10.000 gulden. De burgemeesters van Delft beschuldigden De Huyter van machtsmisbruik en stelden dat hij te lang zijn eigen gang had kunnen gaan. De Huyter daarentegen beschuldigde hen ervan de stad te gebruiken als schild om kritiek te uiten die ze niet rechtstreeks aan hem durfden te richten. Er werd echter nooit een definitieve beslissing genomen over de kwesties. De Huyter was te belangrijk als pion voor Karel V om een harde beslissing tegen hem te nemen. Uiteindelijk bleef De Huyter schout tot aan zijn dood in 1541.
In 1520-'21 ondernam Jan de Huyter samen met de schilder Jan van Scorel en Lambrecht Willemsz van Varick, die later pastoor van de Oude Kerk in Delft zou worden, een pelgrimstocht naar het Heilige Land.